# Tom O’Halleran

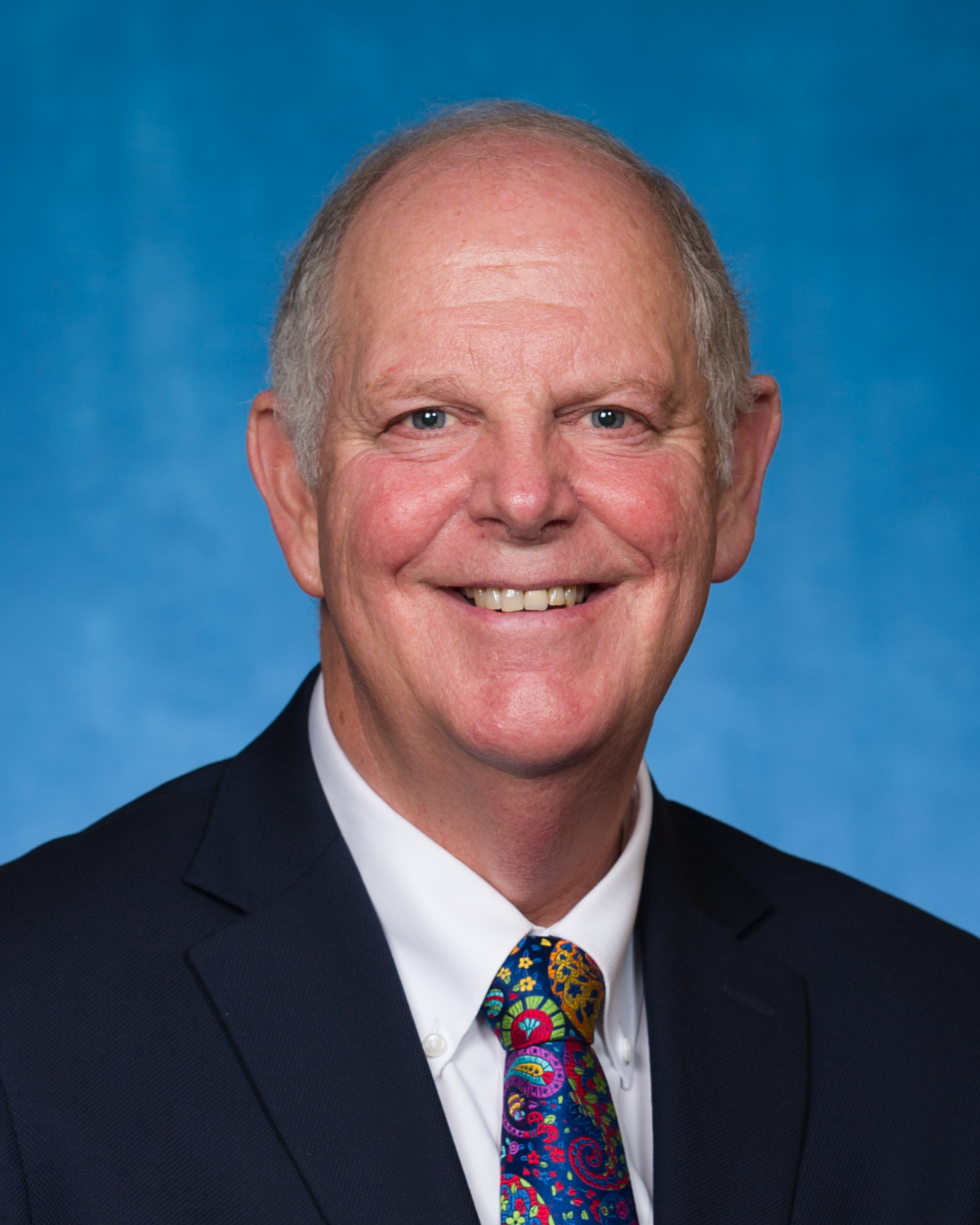
Tom O’Halleran (2016)

Thomas Charles „Tom“ O’Halleran (* 24. Januar 1946 in Chicago, Illinois) ist ein US-amerikanischer Politiker. Von 2017 bis 2023 vertrat er den ersten Distrikt des Bundesstaats Arizona im US-Repräsentantenhaus.

## Privatleben
Tom O’Halleran studierte in den Jahren 1965 und 1966 an der Lewis University in Romeoville. In den Jahren 1991 und 1992 war er an der DePaul University eingeschrieben. Zwischen 1966 und 1979 war er im Polizeidienst der Stadt Chicago (Chicago Police Department). Danach war er bis 1992 ebenfalls in Chicago Verkäufer von Staatsanleihen (Government Bond Trader). Ende der 1990er Jahre zog er nach Arizona, wo er zwischen 1998 und dem Jahr 2000 als Koordinator für natürliche Ressourcen für die Kommunen im Verde Valley arbeitete.
Er lebt mit seiner Frau Pat im Yavapai County außerhalb von Village of Oak Creek. Sie haben drei gemeinsame Kinder und sind seit 1969 verheiratet.

## Politik
Politisch schloss er sich zunächst der Republikanischen Partei an, die er im Jahr 2014 verließ. Zwischen 2001 und 2006 gehörte er dem Repräsentantenhaus von Arizona an und von 2007 bis 2009 saß er im Staatssenat. Nach seinem Ausscheiden aus diesem Gremium war er Moderator einer lokalen Radiosendung. 2014 bewarb er sich erfolglos als unabhängiger Kandidat um die Rückkehr in den Senat von Arizona. Im Jahr 2015 trat er der Demokratischen Partei bei.
Bei den Kongresswahlen des Jahres 2016 wurde O’Halleran im ersten Wahlbezirk von Arizona in das US-Repräsentantenhaus in Washington, D.C. gewählt, wo er am 3. Januar 2017 die Nachfolge von Ann Kirkpatrick antrat. Diese hatte wegen einer dann gescheiterten Kandidatur für den US-Senat auf eine mögliche Wiederwahl in das Repräsentantenhaus verzichtet. Er konnte die folgenden beiden Wahlen von 2018 und 2020 ebenfalls gewinnen. Bei den Wahlen zum Repräsentantenhaus 2022 unterlag O‘Halleran im zweiten Kongresswahlbezirk Arizonas dem Republikaner Eli Crane. Seine Legislaturperiode im 117. Kongress der Vereinigten Staaten lief bis zum 3. Januar 2023.

### Ausschüsse
O’Halleran war Mitglied in folgenden Ausschüssen:
- Committee on Agriculture
  - Conservation and Forestry
  - General Farm Commodities and Risk Management
- Committee on Energy and Commerce
  - Communications and Technology
  - Energy
  - Environment and Climate
  - Oversight and Investigations